# 英国双胞胎项目
英国双胞胎项目（TwinsUK）是英国最大的成人双胞胎登记项目，也称英国双胞胎登记（TwinsUK Registry）。项目参与者的年龄在16~98岁。项目的目的是研究与复杂性状及疾病有关的遗传和环境病因学。 项目于1993年在伦敦国王学院成立，主要目的是辅助遗传研究。这一登记项目用来联系研究人员与志愿者。
这是英国最大的成人双胞胎项目。 截止2013年，项目已经收集了超过13,000多位双胞胎志愿者的信息，约有50%完成了基本的综合评估，超过70%完成了详细的健康调查问卷。截止2013年，整个群体主要为女性（83%），年龄为中老年人，同卵双胞胎和异卵双胞胎各半。